# Stradomia Wierzchnia (gromada)
Stradomia Wierzchnia (alt. Stradomia) – dawna gromada, czyli najmniejsza jednostka podziału terytorialnego Polskiej Rzeczypospolitej Ludowej w latach 1954–1972.
Gromady, z gromadzkimi radami narodowymi (GRN) jako organami władzy najniższego stopnia na wsi, funkcjonowały od reformy reorganizującej administrację wiejską przeprowadzonej jesienią 1954 do momentu ich zniesienia z dniem 1 stycznia 1973, tym samym wypierając organizację gminną w latach 1954–1972.
Gromadę Stradomia Wierzchnia z siedzibą GRN w Stradomii Wierzchniej utworzono – jako jedną z 8759 gromad na obszarze Polski – w powiecie sycowskim w woj. wrocławskim, na mocy uchwały nr 26/54 WRN we Wrocławiu z dnia 2 października 1954. W skład jednostki weszły obszary dotychczasowych gromad Stradomia Wierzchnia, Stradomia Dolna i Gaszowice ze zniesionej gminy Dziadowa Kłoda w tymże powiecie. Dla gromady ustalono 16 członków gromadzkiej rady narodowej.
31 grudnia 1961 gromadę zniesiono, a jej obszar włączono do gromad: Dziadowa Kłoda (wsie Stradomia Wierzchnia, Stradomia Dolna i Gaszowice) i Zawada (przysiółek Błotnik) w tymże powiecie.